# Cristian Ramírez
Cristian Leonel Ramírez Zambrano (Santo Domingo, 12 agosto 1994) è un calciatore ecuadoriano, difensore del Ferencváros.

## Carriera

### Club
La sua carriera da calciatore inizia nel 2008, quando viene acquistato dal club della sua città natìa, il Deportivo Brasilia, per militare nelle varie divisioni giovanili. Passato un anno viene acquistato dall'Independiente José Terán dove trascorre due stagioni nella formazione primavera, prima di esordire come calciatore professionista il 4 dicembre 2011 in occasione del match di campionato giocato contro il Deportivo Cuenca. Riceve il suo primo cartellino giallo in carriera il 5 febbraio 2012, durante la partita svolta contro la Liga Deportiva Universitaria de Loja. In passato è stato seguito dal Borussia Dortmund, che lo aveva invitato per un provino in Germania senza poi opzionarlo.

### Nazionale
Dal 2011 è titolare inamovibile della Nazionale ecuadoriana Under-17, dove ha compiuto il suo debutto il 12 marzo in occasione del match giocato contro la formazione Under-17 della Bolivia.
Viene convocato per la Copa América Centenario negli Stati Uniti.

## Palmarès

### Club

#### Competizioni nazionali
- Supercoppa d'Ungheria: 1

Ferencváros: 2015
- Campionato ungherese: 3

Ferencváros: 2015-2016, 2023-2024, 2024-2025